# 三養基町
三養基町（日语：／ Miyaki chō */?）是位于日本佐賀縣三養基郡的町，為佐賀縣第一個使用平假名命名的行政區，町名來自於三養基郡。

## 人口
| 三養基町人口分布圖 |                                                 |  |
| 三養基町與日本全國年齡別人口分布比較圖 （2005年資料） | 三養基町的年齡、男女別人口分布圖 （2005年資料） |  |
| ■紫色是三養基町 ■綠色是全国 | ■藍色是男性 ■紅色是女性                         |  |
| 三養基町人口變化 \| 1970年 \| 24,754人 \| \| \| 1975年 \| 26,164人 \| \| \| 1980年 \| 27,757人 \| \| \| 1985年 \| 28,759人 \| \| \| 1990年 \| 28,702人 \| \| \| 1995年 \| 28,625人 \| \| \| 2000年 \| 28,176人 \| \| \| 2005年 \| 27,157人 \| \| \| 2010年 \| 26,175人 \| \| \| 2015年 \| 25,278人 \| \| \| 2020年 \| 25,511人 \| \| |                                                 |  |
| 資料來源：日本總務省統計中心提供之人口普查數據 |                                                 |  |
| 1970年 | 24,754人                                        |  |
| 1975年 | 26,164人                                        |  |
| 1980年 | 27,757人                                        |  |
| 1985年 | 28,759人                                        |  |
| 1990年 | 28,702人                                        |  |
| 1995年 | 28,625人                                        |  |
| 2000年 | 28,176人                                        |  |
| 2005年 | 27,157人                                        |  |
| 2010年 | 26,175人                                        |  |
| 2015年 | 25,278人                                        |  |
| 2020年 | 25,511人                                        |  |

## 歷史

### 年表
- 1889年4月1日：實施町村制，現在的轄區在當時分屬中原村、北茂安村、南茂安村、三川村。
- 1955年4月1日：南茂安村與三川村合併為三根村。[2]
- 1962年5月1日：三根村改制為三根町。
- 1965年4月1日：北茂安村改制為北茂安町（日语：北茂安町）。
- 1971年4月1日：中原村改制為中原町（日语：中原町 (佐賀県)）。
- 2005年3月1日：中原町、北茂安町、三根町合併為三養基町。

### 變遷表
| 1889年以前 | 1889年4月1日    | 1896年3月26日     | 1896年 - 1944年   | 1945年 - 1959年     | 1960年 - 1989年       | 1989年 - 現在         | 現在                  |
| ---------- | --------------- | ----------------- | ----------------- | ------------------- | --------------------- | --------------------- | --------------------- |
|            | 養父郡 中原村   | 三養基郡 中原村   | 三養基郡 中原村   | 三養基郡 中原村     | 1971年4月1日 中原町   | 2005年3月1日 三養基町 | 2005年3月1日 三養基町 |
|            | 養父郡 北茂安村 | 三養基郡 北茂安村 | 三養基郡 北茂安村 | 三養基郡 北茂安村   | 1965年4月1日 北茂安町 | 2005年3月1日 三養基町 | 2005年3月1日 三養基町 |
|            | 三根郡 南茂安村 | 三養基郡 南茂安村 | 三養基郡 南茂安村 | 1955年4月1日 三根村 | 1962年5月1日 三根町   | 2005年3月1日 三養基町 | 2005年3月1日 三養基町 |
|            | 三根郡 三川村   | 三養基郡 三川村   | 三養基郡 三川村   | 1955年4月1日 三根村 | 1962年5月1日 三根町   | 2005年3月1日 三養基町 | 2005年3月1日 三養基町 |

## 交通

### 鐵路
- 九州旅客鐵道
  - 長崎本線：中原車站

### 道路
高速道路
- 長崎自動車道：通過轄區，但位於轄區內設置任何設施。

## 教育
高等學校
- 佐賀縣立三養基高等學校（日语：佐賀県立三養基高等学校）

## 本地出身之名人
- 古川隆志：前職業足球選手
- 向井秀德：音樂製作人
- 古賀稔彥：柔道家

## 外部連結
- （日語） 三養基町商工會（页面存档备份，存于）